# Kaltenengers

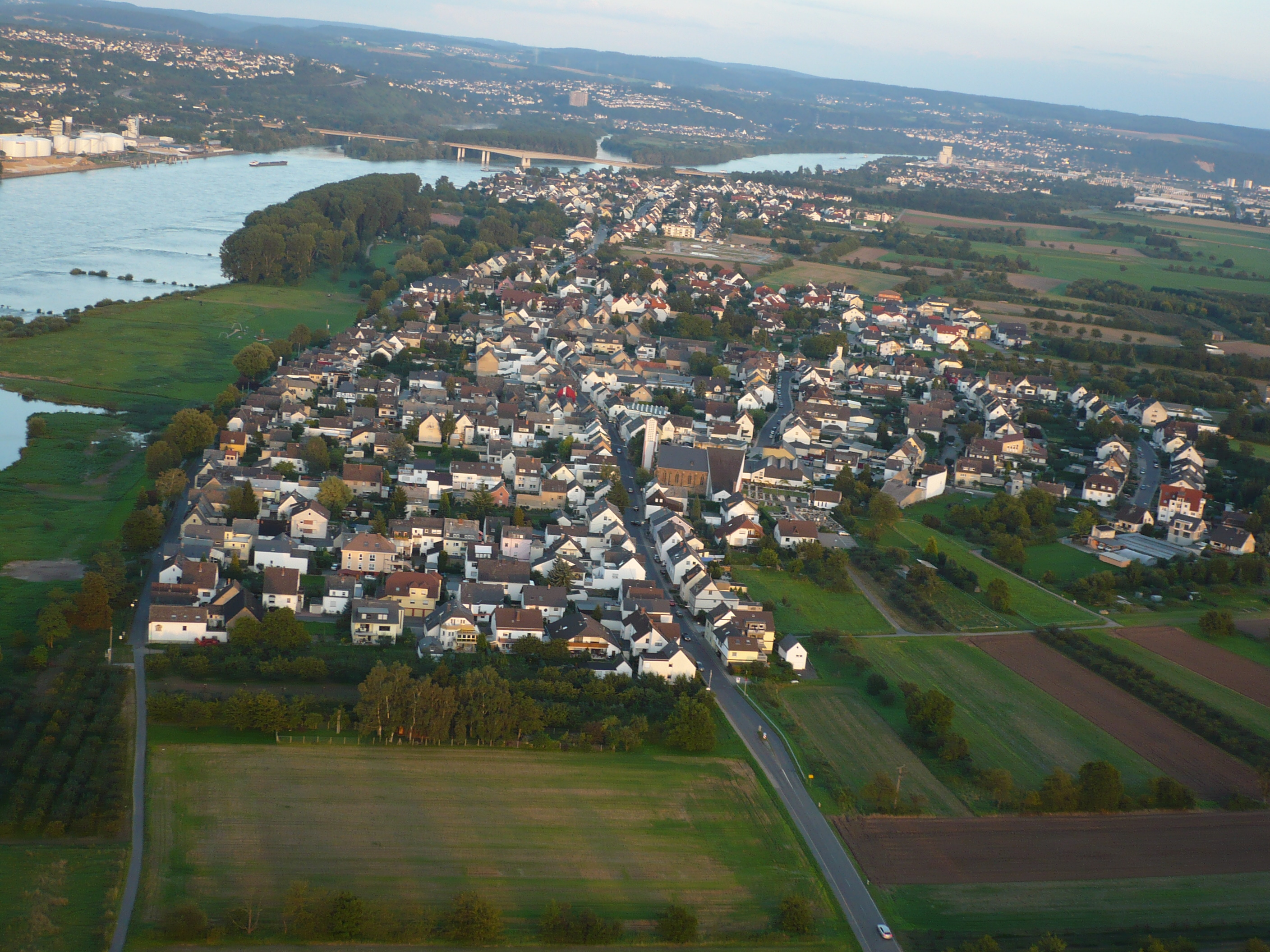
Luftbild Kaltenengers

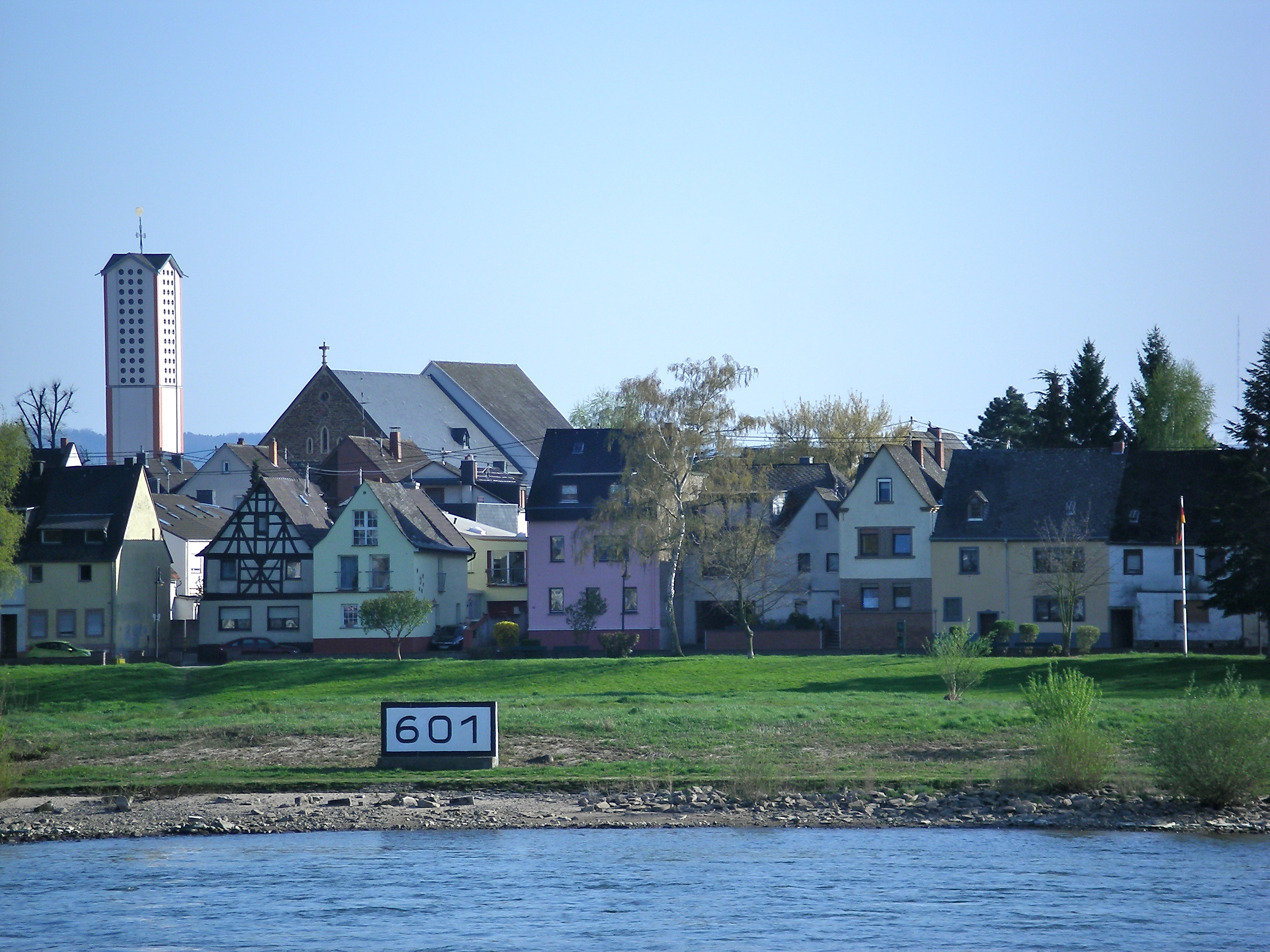
Rheinkilometer 601 bei Kaltenengers

Kaltenengers ist eine Ortsgemeinde im rheinland-pfälzischen Landkreis Mayen-Koblenz und liegt etwa 10 km nördlich von Koblenz bei Flusskilometer 601 am linken Rheinufer.  Mit etwas mehr als 2.000 Einwohnern und einer Fläche von 3,07 km² ist es der kleinste Ort in der Verbandsgemeinde Weißenthurm und gehört mit den Nachbargemeinden St. Sebastian und Urmitz zu den sogenannten Rheindörfern. Kaltenengers ist Sitz des Deutschen Bimsmuseums.

## Geographische Lage
Kaltenengers liegt gegenüber von Engers links des Rheins zwischen Koblenz und Andernach zwischen den Flusskilometern 600 und 602. Die relativ niedrige Lage zwischen dem Rhein und einem alten, trockengefallenen Rheinarm führt bei Hochwasser immer wieder zu starken Überschwemmungen, bei denen der Ort zeitweise fast ganz von Wasser umgeschlossen ist.

## Geschichte
Der Ort wurde erstmals 1302 als Klein-Engers und 1438 unter dem Namen Callen-Engers urkundlich erwähnt, ist aber vermutlich sehr viel älter. Der Name deutet darauf hin, dass der Ort wie auch die Nachbargemeinde Sankt Sebastian Teil der linksrheinischen Besitzungen des Engersgaus war, der im 8. Jahrhundert letztmals urkundlich erwähnt wurde. Von 1545 bis zur französischen Besetzung 1794 gehörte Kaltenengers zum kurtrierischen Amt Bergpflege. Nach kurzer Zugehörigkeit zum französischen Département de Rhin-et-Moselle fiel der Ort 1815 an Preußen, das ihn 1822 in die Rheinprovinz eingliederte. Seit 1946 ist Kaltenengers Teil des damals neu gebildeten Landes Rheinland-Pfalz.

## Politik

### Gemeinderat
Der Gemeinderat in Kaltenengers besteht aus 16 Ratsmitgliedern, die bei der Kommunalwahl am 9. Juni 2024 in einer personalisierten Verhältniswahl gewählt wurden, und dem ehrenamtlichen Ortsbürgermeister als Vorsitzendem.
Die Sitzverteilung im Gemeinderat:
| Wahl | SPD | CDU | FWG | Gesamt   |
| ---- | --- | --- | --- | -------- |
| 2024 | 2   | 9   | 5   | 16 Sitze |
| 2019 | 2   | 9   | 5   | 16 Sitze |
| 2014 | 3   | 9   | 4   | 16 Sitze |
| 2009 | 2   | 8   | 6   | 16 Sitze |
| 2004 | 3   | 8   | 5   | 16 Sitze |
| 1999 | 6   | 10  | –   | 16 Sitze |

* FWG = Freie Wählergruppe Kaltenengers e. V.

### Ortsbürgermeister
Der Ortsbürgermeister Jürgen Karbach (CDU) wurde bei der Direktwahl am 26. Mai 2019 mit einer Mehrheit von 78,44 % zum dritten Mal und am 9. Juni 2024 als einziger Bewerber mit 79,2 % zum vierten Mal gewählt.

### Wappen
Die Gemeinde führt seit 1934 das heutige Wappen
| Wappen von Kaltenengers | Blasonierung: „Oben ein weißer Anker auf rotem Grund, unten ein rotes Kreuz auf weißem Grund.“ |
| Wappen von Kaltenengers | Wappenbegründung: Der Anker symbolisiert die Tradition der Rheinschifffahrt, in der früher viele Einwohner des Ortes tätig waren. Das trierische rote Kreuz steht für die lange Zugehörigkeit zum Erzbistum und Kurfürstentum Trier. |

## Kirche und Bildungseinrichtungen

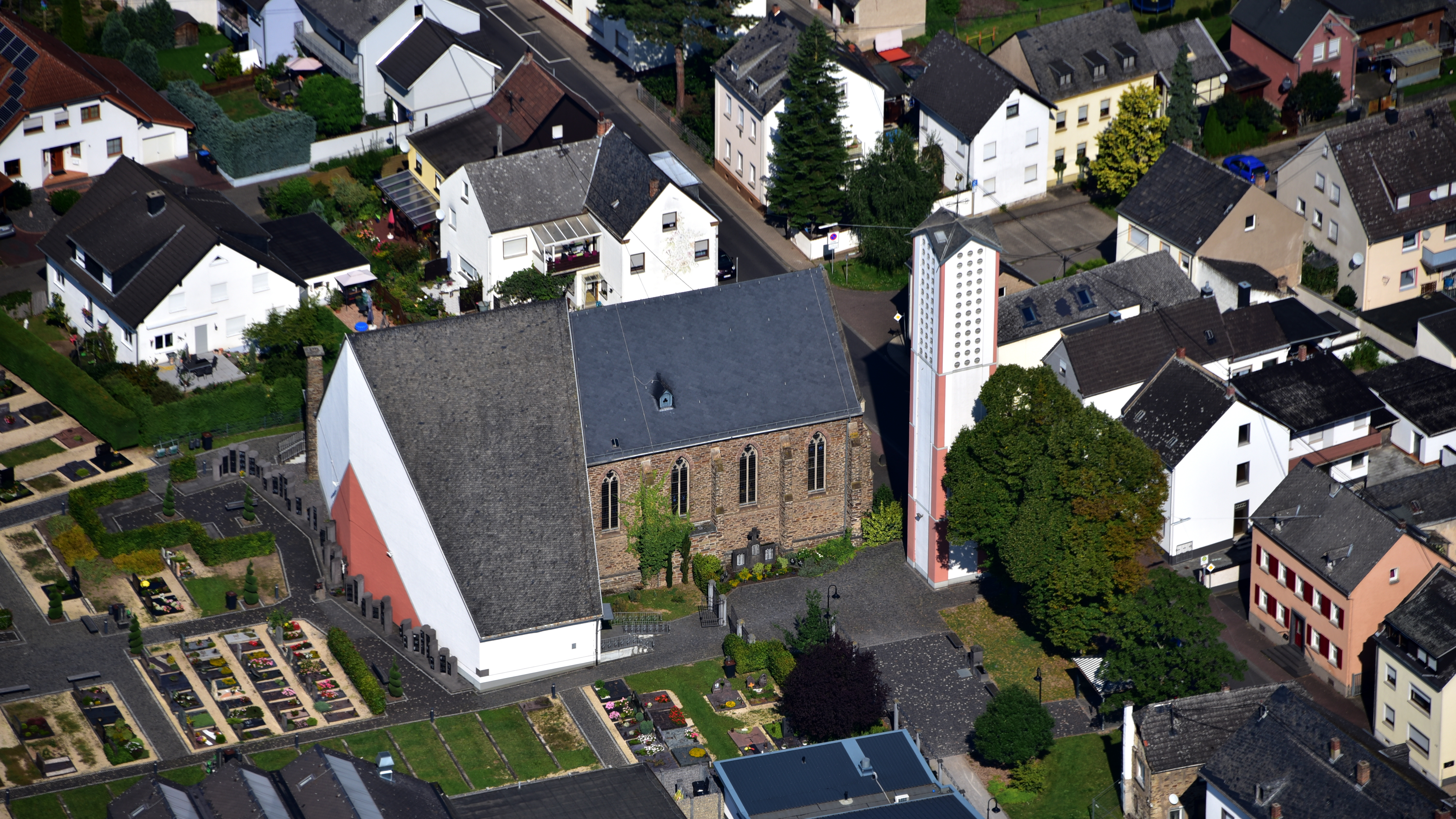
Katholische Pfarrkirche St. Sylvester, Luftaufnahme (2017)

Wie in allen ehemals kurtrierischen Orten der Umgebung ist auch in Kaltenengers die Bevölkerung überwiegend katholisch – ca. 70 Prozent gegenüber 16 Prozent Protestanten. 1869 wurde der Ort zur Pfarrei erhoben. Die Katholische Pfarrkirche St. Sylvester wurde in den Jahren 1870/71 erbaut und in den 1950er Jahren erweitert und modernisiert. Heute bildet die katholische Gemeinde einen Pfarrverband mit den benachbarten Gemeinden Urmitz und Sankt Sebastian.
Die Ortsgemeinde verfügt zudem über einen eigenen Kindergarten und eine vierklassige Grundschule.

## Bimsmuseum

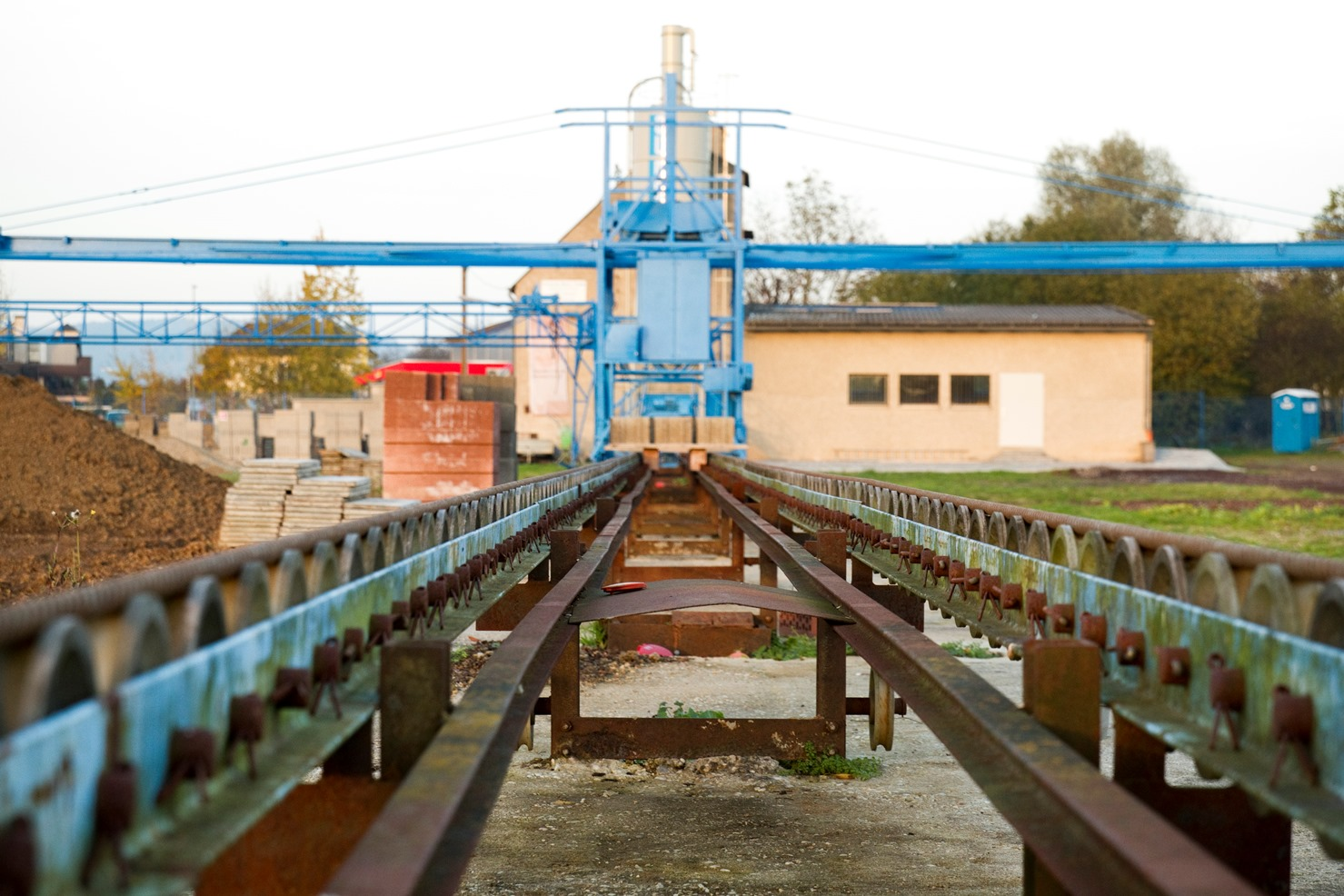
Förderband auf dem Gelände des Bimsmuseums

Am 16. April 2014 wurde in Kaltenengers das Deutsche Bimsmuseum eröffnet. Es veranschaulicht an 29 Stationen Geschichte und Technik der Bimssteinproduktion von ihren Anfängen um die Mitte des 19. Jahrhunderts bis heute. Die Herstellung des sogenannten rheinischen Schwemmsteins war bis in jüngste Zeit eine der Haupterwerbsquellen im Neuwieder Becken und hat wesentlich zu dessen Wandel vom Agrarland zur Industrieregion beigetragen. Das Museum wurde von ehrenamtlichen Helfern am Ortsrand von Kaltenengers auf dem Gelände einer früheren Bimsfabrik aufgebaut und ist Teil des regionalen Vulkanparks Eifel. Träger und Initiator ist der Verein „Kulturelles Erbe der Bimsindustrie“.

## Verkehr
Über die Landesstraße 126 und die Kreisstraße 65 besteht Anschluss an die B 9. Über eine Buslinie und seit 2006 auch wieder über den Haltepunkt Urmitz Rheinbrücke der Deutschen Bahn in der Nähe der gleichnamigen Urmitzer Rheinbrücke ist der Ort im Personennahverkehr an die benachbarten Städte Koblenz und Neuwied angeschlossen. Ein Fußgänger- und Fahrrad-Steg an der Brücke verbindet den Ort mit dem rechtsrheinischen Neuwieder Stadtteil Engers. Eine früher existierende Personenfähre zwischen Kaltenengers und Engers stellte 1974 ihren Betrieb ein.